# Милан Небреклиев
Михаил (Милан) Небреклиев (изписване до 1945 година: Миланъ Небрѣклиевъ) е български общественик от Македония.

## Биография
Милан Небреклиев е роден в град Прилеп, тогава в Османската империя. В 1899 година завършва с четиринадесетия випуск Солунската българска мъжка гимназия. След завършването си се връща в Прилеп и е назначен за български класен учител. Коста Църнушанов го характеризира като „патриот и добър български учител“. От 1906 до 1909 година преподава в Солунската гимназия.
След разгрома на Югославия през април 1941 година, на 26 април Милан Небреклиев е избран за председател на прилепския изпълнителен комитет на Българските акционни комитети. Вестник „Македония“ във втория си брой така описва посрещането на българските войски в Прилеп:
| „ | По улиците се движат безброй камиони, танкове, бръмчат машините... До всички улици стоят прилепчани, зарадвани, удивени от всичко това, защото не могат да повярват на собствените си очи: дали това не е само сън? Следобед, около 4 часа, изведнъж заби тържествено камбаната: знак, че гостите идват. Като да очакваха само този миг, по всички улици затече една голяма река хора – хиляди хора тичат към железопътната станция. Половината още не бяха стигнали до нея, когато влакът пристигна и гръмогласно „ура“ от хиляди гърла отбеляза пристигането на българските железничари. Моментът е сюблимен! Някои плачат от радост, други се хвърлят във вагоните и целуват и прегръщат войниците. Цветя хвърчат отвсякъде. В този момент старият български гимназиален учител г. Милан Небреклиев се изкачва и с кратка огнена реч приветствува гостите. Възбудени от неочакваната среща, обсипани от огнени чувства на братска любов, войниците отговарят с поздрави. | “ |

След установяването на българската власт във Вардарска Македония, Небреклиев става кмет на Прилеп.
След войната живее в София, където и умира.
Женен е за Мария Небреклиева. Тяхната дъщеря Вера е женена в щипския род Чучкови.